# Kanyamigogo
Kanyamigogo är ett periodiskt vattendrag i Burundi.   Det ligger i provinsen Bururi, i den sydvästra delen av landet, 70 kilometer söder om huvudstaden Bujumbura.
I omgivningarna runt Kanyamigogo växer huvudsakligen savannskog. Runt Kanyamigogo är det ganska tätbefolkat, med 120 invånare per kvadratkilometer.